# Jaguar C-Type
Jaguar C-Type – samochód osobowy produkowany przez brytyjską firmę Jaguar Cars w latach 1951–1953. Dostępny jako 2-drzwiowy roadster. Do napędu użyto silnika R6 o pojemności 3,4 litra. Moc przenoszona była na oś tylną poprzez 4-biegową manualną skrzynię biegów. Samochód został zastąpiony przez model D-Type.

## Dane techniczne

### Silnik
- R6 3,4 l (3442 cm³), 2 zawory na cylinder, DOHC
- Układ zasilania: dwa gaźniki
- Średnica cylindra × skok tłoka: 83,00 mm × 106,00 mm
- Stopień sprężania: 9,0:1
- Moc maksymalna: 203 KM (149 kW) przy 5800 obr./min
- Maksymalny moment obrotowy: 298 N•m przy 3900 obr./min

### Osiągi
- Przyspieszenie 0-80 km/h: 6,1 s
- Przyspieszenie 0-100 km/h: 8,1 s
- Czas przejazdu pierwszych 400 m: 16,2 s
- Prędkość maksymalna: 232 km/h